# Нижне-Опальские холодные минеральные источники
Нижне-Опальские холодные минеральные источники — минеральные источники на полуострове Камчатка.
Расположены источники в долине реки Опалы. Отмечаются три подгруппы, расположившиеся на протяжении 1 км вдоль левого берега маленькой реки Красной. В средней подгруппе у центрального озера на поверхность выходят лопающиеся газотермальные пузыри. Температура источников 18-19 °C. Нижне-Опальские источники по мощности выхода углекислого газа вряд ли имеют себе равных на Камчатке.